# Karl Ferdinand Ranke
Pour les articles homonymes, voir Ranke.
Karl Ferdinand Ranke (né le 26 mai 1802 à Wiehe et mort le 29 mars 1876 à Berlin) est un philologue classique prussien, professeur de lycée et frère de l'historien Leopold von Ranke.

## Biographie
En tant que recteur du lycée de Göttingen (de) et du lycée Frédéric-Guillaume de Berlin, Ranke contribue grandement à la refonte pédagogique et méthodologique du paysage scolaire prussien. En 1840, il crée des classes secondaires au lycée de Göttingen dans lesquelles l'anglais, le français et les mathématiques sont enseignés à la place du grec. Dans le royaume de Hanovre, il fonde le premier séminaire pédagogique pour la formation pratique des philologues.
Ranke est enterré dans le cimetière de la Trinité II, sur la Bergmannstrasse à Berlin-Kreuzberg (champ H1). La pierre tombale porte un portrait en relief - quoique patiné - du philologue. La tombe est consacrée comme tombe honorifique de l'État de Berlin de 1952 à 2011.

## Œuvres
- De lexici Hesychiani vera origine et genuina forma, Quedlinbourg, 1831
- Pollux et Lucianus, Quedlinbourg, 1831
- De Hesiodi operibus et diebus, Göttingen, 1838
- De Aristophanis vita, Leipzig, 1845
- Rückerinnerungen an Schulpforte 1814–1821, Halle, 1874

Ranke publie également quelques écrits sur l'histoire de Quedlinbourg ainsi que les biographies des philologues Karl Otfried Müller (Berlin 1870) et August Meineke (Leipzig 1871).